# Stil nou
Referindu-se la calendar, expresia stil nou se referă la calendarul gregorian, predominant în acest moment în lume. Denumirea stil nou este dată prin opoziție față de stilul vechi care corespunde calendarului iulian.
Stilul nou acceptă calendarul astronomic real.
România a adoptat oficial stilul nou, calendarul gregorian, pe baza Decretului publicat in Monitorul Oficial nr. 274 din 6 martie 1919, pag 6 114- 6 115, astfel că 1 aprilie a devenit 14 aprilie 1919.
De atunci încoace, calendarul nou merge înainte, pe când cel vechi rămâne în urmă cu 3 zile la fiecare 400 de ani. De aici apare diferența de 13 zile la care s-a ajuns între cele două calendare.
Pentru conversia datelor de naștere de la stil vechi la stil nou (pentru persoanele născute înainte de 1919) trebuie sa se adauge 13 zile în secolul XX și 12 zile în secolul al XIX-lea.

## Precizări
Ajustările de la stilul vechi la stilul nou și viceversa.
Pentru a deplasa o anumită dată a lunii dintr-un an pe stilul vechi la data corespunzătoare pe stilul nou, este necesar:
- să se adauge 10 zile la datele dintre 5 octombrie 1582 - 19 februarie 1700
- să se adauge 11 zile la datele dintre 19 februarie 1700 - 18 februarie 1800
- să se adauge 12 zile la datele dintre 18 februarie 1800 - 17 februarie 1900
- și să se adauge 13 zile la datele dintre 17 februarie 1900 - mai departe.

Pentru o deplasare inversă, adică pentru a deplasa o anumită dată a lunii dintr-un an pe stilul nou la data corespunzătoare pe stilul vechi, este necesar:
- să se scadă 10 zile din datele dintre 15 octombrie 1582 - 1 martie 1700
- să se scadă 11 zile din datele dintre 1 martie 1700 - 1 martie 1800
- să se scadă 12 zile din datele dintre 1 martie 1800 - 1 martie 1900
- și să se scadă 13 zile din datele dintre 1 martie 1900 - mai departe.

Iată un exemplu pentru transformarea datei de 19 februarie 1700 pe stil vechi în data pe stil nou:
- 18 februarie 1700 SV = 28 februarie 1700 SN (se adună 10 zile)
- 19 februarie 1700 SV = 1 martie 1700 SN (se adună 11 zile, numărînd în februarie pînă la 29)

La fel și celelalte zile aflate la limita intervalelor. Problema se pune similar și la transformarea inversă.